# 密蘇里交響樂團
密苏里交响乐团是一支位于密苏里州哥伦比亚的美国交响乐团。此職業乐团成立于1970年，当时名为密苏里交响協會。该乐团以其夏季音樂節而闻名。除哥倫比亞市之外，密蘇里交响乐团还在密苏里州各地演出，包括奥沙克湖。

## 历史
从1970年成立到1998年，乐团一直由雨果・维亚内洛指挥。2000年，柯克·特雷弗成为音乐总监。特雷弗的最后一季是2021年。台裔美国指挥家林韡函于2022年被任命为準音乐总监，并于2023年上任。